# Saison 2 de Ben 10 : Alien Force
Chronologie
Saison 1 Saison 3
Cet article présente la deuxième saison du feuilleton télévisé Ben 10: Alien Force.
| Épisode 1 : "La Relève" Titre original Darkstar Rising Numéro de production 14Code de production 201Résumé détaillé Michael Morningstar revient avec plus de puissance que jamais et un sinistre plan à l'esprit... |
| Épisode 2 : "Seuls au monde" Titre original Alone Together Numéro de production 15Code de production 202Résumé détaillé Ben est piégé sur une planète désertique dans une autre dimension avec probablement le pire partenaire possible, un Commandant Suprême. |
| Épisode 3 : "Double Maléfique" Titre original Good Copy, Bad Copy Numéro de production 16Code de production 203Résumé détaillé Ben rencontre Albédo, un Galvan (qui est coincé sous la forme humaine de Ben) possédant une copie de l'Omnitrix et qui est bien déterminé à prendre l'Omnitrix de Ben pour lui-même. |
| Épisode 4 : "Le Bal" Titre original Save the Last Dance Numéro de production 17Code de production 204Résumé détaillé Ben a des problèmes de contrôle majeurs avec un de ses aliens : Glacial. |
| Épisode 5 : "La Couverture" Titre original Undercover Numéro de production 18Code de production 205Résumé détaillé Ben, Gwen et Kevin vont sauver Cooper après que ce dernier ait été enlevé par des aliens ADN. |
| Épisode 6 : "Projet "Animal"" Titre original Pet Project Numéro de production 19Code de production 206Résumé détaillé La fidélité de Ben pour Julie est mise à l'épreuve quand un savant fou kidnappe Fusée. |
| Épisode 7 : "La Punition" Titre original Grounded Numéro de production 20Code de production 207Résumé détaillé Les parents de Ben apprennent l'existence de l'Omnitrix et punissent leur fils. Les parents de Gwen font pareil avec leur fille. |
| Épisode 8 : "L'être et le Néant" Titre original Voided Numéro de production 21Code de production 208Résumé détaillé Ben va dans le vide absolu après avoir reçu un appel de détresse d'Helen et a un choc énorme là-bas... |
| Épisode 9 : "L'infiltré" Titre original Inside Man Numéro de production 22Code de production 209Résumé détaillé Ben et sa bande rencontrent Tyler, un homme qui a perdu la mémoire mais qui a un gros secret... |
| Épisode 10 : "Mon Semblable" Titre original Birds of a Feather Numéro de production 23Code de production 210Résumé détaillé Ben rencontre un Arachnichimp qui demande l'aide de Ben pour récupérer un objet précieux que l'alien compte utiliser à ses propres fins. |
| Épisode 11 : "Les Engloutis" Titre original Unhearted Numéro de production 24Code de production 212Résumé détaillé Ben et son équipe affrontent un monstre qui fait des ravages dans Bellwood. |
| Épisodes 12-13 : "La Guerre des Mondes, Parties 1-2" Titre original War of the Worlds Numéro de production 12-13Code de production 212-213Résumé détaillé Ben est contraint de faire appel à tous les alliés disponibles lorsque les Commandants Suprêmes sont sur le point de mener à bien leur plan de détruire toute vie dans l'univers. Puis l'équipe se déplace sur la planète natale des Commandants Suprêmes pour mettre fin à l'attaque de l'univers. |